# Prabook
Prabook — це англомовна веб-біографічна енциклопедія відкритого вмісту для спільної роботи, яка охоплює понад 3 мільйони людей. Він належить, розробляється та підтримується Всесвітньою біографічною енциклопедією, Inc., розташованою в Нью-Йорку, Сполучені Штати.
На відміну від інших біографічних енциклопедій, Prabook дає своїм користувачам можливість розміщувати в базі даних профілі людей, які не мали міжнародного визнання, але були важливими для місцевих чи професійних спільнот, або просто для інших людей. За допомогою Prabook користувачі можуть по всьому світу ділитися статтями про себе, своїх предків, родичів або опублікувати статтю як подарунок другові.
Це також дозволяє інноваторам, людям мистецтва та іншим візуалізувати свої творчі роботи, завантажуючи зображення картин, спроектованих будівель чи електронних пристроїв тощо, що робить Prabook унікальною рекламною платформою для талантів з усього світу та описує їхній життєвий шлях.